# Barbus sp. 'Nzoia'
Barbus sp. 'Nzoia' là một loài cá vây tia chưa được miêu tả trong họ Cyprinidae. Nó được báo cáo đầu tiên năm 1999.